# برنار نياركو
برنار نياركو (بالإنجليزية: Bernard Nyarko)‏ (توفيَّ في الثاني من أيّار/مايو 2020) كان ممثل غاني وأصبحَ في آخر سنوات حياتهِ واعظًا. اشتهر برنار نياركو بفضل مشاركته في عددٍ من الأفلام التي لقيت شهرةً في الداخل الغاني على غِرار البطل: خدمة الإنسانية (بالإنجليزية: Hero: Service to Humanity)‏ الذي صدر عام 2017 وعصابة سيدشيك (بالإنجليزية: Sidechic Gang)‏ الذي صدر عام 2018.

## الحياة المُبكّرة
كان برنار نياركو هو السابع من بين 14 طفلاً آخر، وهو متزوّجٌ وله ثلاثة أطفال. بدأ برنار نياركو في تحقيقِ بعض الشهر عام 2012 حينما ظهر في العديد من الأفلام الغانية المحليّة بما في ذلك مطلوب (بالإنجليزية: Wanted)‏ وأبان بو سيا (بالإنجليزية: Aban Bo sia)‏ وجون وجون (بالإنجليزية: John and John)‏ وغير ذلك.

## التعليم
بدأ برنارد تعليمه في رياض الأطفال في المنطقة الوسطى من غانا حيث كان والديه يقيمانِ في ذلك الوقت بسبب التزامات العمل. درسَ المرحلة الابتدائية في نسوام حيث بقيت والدته التي كانت تعمل معَ الأشخاص ذوي الإعاقة بينما انتقلَ والدهُ الذي كان يعمل ضابط شرطة إلى منطقة كوماو. انتقل برنارد بعد ذلك إلى مدرسة كوماو بريسبي الابتدائية ثمّ إلى مدرسة عاصم للبنين الابتدائية وذلك بعد نقل والده إلى مركز شرطة كوماسي، ثم انتقل لإكمال الصفّ الخامس في مدرسة توينبواه كودواه الثانوية في كوماو.

## قائمة أعماله
هذه قائمةٌ بأبرز أعمال برنار نياركو:
- البطل: خدمة الإنسانية (بالإنجليزية: Hero: Service to Humanity)‏[12]
- عصابة سيدشيك (بالإنجليزية: Sidechic Gang)‏[13]
- جون وجون (بالإنجليزية: John and John)‏[14]

## الإنجازات
كُرِّمَ برنارد عام 2017 من قِبل جامعة كوامي نكروماه للعلوم والتقانة (KNUST) لمساهمته في الاتحاد الوطني لطلاب غانا (بالإنجليزية: the National Union of Ghana Students)‏.